# عنبربزان
مەرەبزان، روستایی از توابع بخش مرکزی شهرستان سنندج در استان کردستان ایران است.

## جمعیت
این روستا در دهستان آبیدر قرار دارد و براساس سرشماری مرکز آمار ایران در سال ۱۳۸۵، جمعیت آن ۲۶۹ نفر (۶۷خانوار) بوده‌است.